# Herpesvirus 2 gallina
L'herpesvirus 2 gallina és un virus de la família Herpesviridae que afecta a gallines i és el causant de la malaltia de Marek.

## Etiologia
L'herpesvirus 2 de la malaltia de Marek (VEM) pertany a la família Herpesviridae, que es subdivideix en tres subfamílies: Alphahervespirinae, Betaherpesvirinae i Gammaherpesvirinae. Dins aquesta última subfamília hi ha el gènere Lyfulphocryptovirus, dins el qual hi trobem el Gallid herpesvirus 2 (herpesvirus 1 de la malaltia de Marek), antigènicament relacionat amb l'herpesvirus dels galls d'indi (HVT), que està classificat com a Meleagrid herpesvirus.
L'herpesvirus 2 s'inclou a la subfamília Alphaherpesvirinae, concretament al gènere Mardivirus. En ser un herpesvirus presenta un àcid nucleic de tipus ADN bicatenari contingut dins una càpsida de simetria icosaèdrica i amb embolcall extern, on es troben les glicoproteïnes encarregades de l'adherència i penetració a la cèl·lula hoste.
El VEM en la seva forma infectiva (amb embolcall i lliure de cèl·lules) és molt resistent a l'ambient. Considerant l'antigenicitat dels herpesvirus aviar s'han descrit tres serotips: a) VEM de baixa i alta virulència, i soques atenuades; b) herpesvirus del pollastre, avirulent i no oncogènic; c) HVT, avirulent i no oncogènic.

## Propietats
Els virions proveïts d'envoltura d'aquest agent (MDV) són de dos tipus:
- El primer tipus es troba en el nucli (vesícula nuclear) dels cultius de cèl·lules infectades. Mesura de 150 a 180 nm de diàmetre, i probablement no és infecciós.
- El segon tipus es troba en el citoplasma i inclusions citoplasmàtiques de les cèl·lules epitelials del fol·licle de la ploma. Mesura entre 250 i 280 nm i és plenament infecciós.

El DNA viral té un contingut de guanina i citosina (G + C) de 46%, una densitat de 1.706 g/ml i un pes molecular de 1x10^8 Da.

## Patogenicitat
L'herpesvirus 2 actua d'acord amb la fase d'infecció i al tipus d'interacció entre virus i cèl·lula. En aquest sentit podem reconèixer tres tipus generals d'infecció:
- Infecció productiva i restrictiva: La infecció productiva es presenta a l'epiteli fol·licular de la ploma i consisteix en la producció del virus complet (embolcallat), que té capacitat infectiva. La infecció productiva restrictiva es presenta en limfòcits, cèl·lules epitelials i en cèl·lules de cultiu cel·lular. Es caracteritza pel fet que el virus despullat (sense embolcall) ocasiona necrosi a les cèl·lules epitelials de la borsa de Fabrici, timus, melsa, fetge, nervis i ull.
- Infecció latent: Aquesta infecció es presenta principalment als limfòcits T i alguns limfòcits B. Es caracteritza per la formació de l'antigen viral de membrana cel·lular denominat MATSA (de la sigla en anglès de Marek's disease tumor - associated surface antigen).
- Infecció transformant: Aquest tipus d'infecció consisteix en la transformació de limfoblasts a un estat maligne en produir els limfomes característics de la malaltia de Marek[5][6]

## Malaltia de Marek
La malaltia de Marek és produïda per l'herpesvirus 2 i afecta a les gallines. És una malaltia crònica altament contagiosa que es caracteritza per causar infiltrat limfoide neoplàsic. Té cinc presentacions, depenent del teixit que afecti: nerviosa, visceral, ocular, cutània i muscular. La seva importància econòmica radica en la seva capacitat inmunodepresora, ja que infecta inicialment als limfòcits B i posteriorment als limfòcits T, impedint la seva activitat biològica i produint lisi cel·lular, ja sigui per apoptosi o per necrosi. Altres pèrdues econòmiques es produeixen per decomisions a la planta de processament de pollastres retrassats.
Tot i que les soques d'aquest virus no causen gran mortalitat, actualment s'han informat de soques més virulentes que produeixen alta mortalitat. La immunodepressió predisposa a gran varietat de malalties secundàries que també ocasionen mortalitat i pollastres retrassats.
Va ser descrita l'any 1907 per Josef Marek, ja que va observar paràlisi associada amb una polineuritis que afectava a gallines i va començar a investigar. Anys més tard, van aparèixer diversos brots de la malaltia als Estats Units, Anglaterra i Països Baixos i a partir d'aquests, es va anar distribuint a més països. Durant aproximadament 50 anys se la va considerar com a part d'un gran grup de malalties conegudes com el complex de la leucosi aviar. L'etiologia herpètica específica de la malaltia de Marek fou determinada en 1967 (la leucosis aviar és produïda per retrovirus). El virus causant de la malaltia va ser aïllat l'any 1968 i un any més tard se'n va elaborar una vacuna; aquesta vacuna va suposar un augment de la virulència del virus degut a la falta de coneixements sobre els factors importants de transmissió del virus.

### Serotips del virus
Existeixen tres serotips diferents del virus de la malaltia de Marek. Els tres serotips comparteixen una gran quantitat d'antígens i es poden diferenciar mitjançant tècniques d'immunofluorescència a partir d'anticossos monoclonals específics per a cada serotip.
- Serotip 1: inclou les soques oncogèniques i les diverses formes atenuades. Mitjançant la PCR es poden diferenciar soques patògenes de les atenuades. Aquest grup és l'únic que inclou soques patògenes i es poden classificar en funció del seu potencial patogènic en quatre grups diferents: benignes o suaus (mMDV), virulents (vMDV), molt virulents (vvMDV) i molt virulents plus (vvMDV+).
- Serotip 2: inclou les soques no oncogèniques aïllades de pollastres.
- Serotip 3: inclou les soques no oncogèniques aïllades de paons.

### Transmissió i infecció
El virus es transmet d'uns animals als altres per inhalació de restes de pell morta dels fol·licles de les plomes, per tant, la principal via de transmissió és respiratòria. També es pot transmetre mitjançant la ingestió d'aigua o menjar contaminat per secrecions i excrecions d'altres aus infectades o per contacte directe entre una au afectada i una au susceptible.
Considerant la via de transmissió més important, quan el VEM arriba al pulmó, és fagocitat pels macròfags, els quals transporten el virus als òrgans limfoides com el timus i la melsa. Aquesta viremia associada a macròfags es produeix al voltant de 12 hores Pi (Rosenberger). La infecció de tipus productiva i restrictiva, que dura de tres a set dies Pi, té lloc als òrgans limfoides i es caracteritza per la producció de partícules virals incompletes. En aquesta fase, les cèl·lules diana són principalment els limfòcits B (IgM i IgA positius). Durant aquest procés té lloc la infiltració de macròfags, granulòcits i la hiperplàsia de cèl·lules dendrítiques, per la qual cosa la bursa de Fabrici i el timus s'atrofien. Tot i que el timus només compta amb un 10% de limfòcits B també s'atrofia perquè en aquesta fase el virus també ataca alguns limfòcits T. A més, s'observa esplenomegalia encara que existeixi una atròfia limfoide esplènica (la esplenomegalia és causada per la hiperplàsia de cèl·lules dendrítiques). La necrosi i posterior atròfia limfoide causen immunodepressió permanent humoral i cel·lular.
Després del setè dia Pi, té lloc un canvi radical en el tipus d'infecció, on canvia de productiva i restrictiva a latent. En la fase latent, les cèl·lules diana són principalment els limfòcits T activats i alguns limfòcits B. En aquest període apareix l'antigen MATSA a la melsa, bursa de Fabrici i timus. A més a més, apareix virèmia associada a cèl·lules, per la qual cosa es pensa que els limfòcits T activats són responsables de la disseminació de la infecció a la resta de l'organisme. En aquest moment el virus ja no requereix limfòcits per a la seva replicació perquè ja pot fer-ho a les cèl·lules epitelials del fol·licle plumós, epidermis, proventricle, ronyó, pàncrees i adrenal. Al proventricle causa necrosi glandular i engruiximent de la mucosa, la qual cosa produeix mala digestió i resulta en una síndrome de mala absorció (els animals queden retrassats en el creixement).
Al final de la infecció latent i posterior als 12 dies Pi, es presenta una segona fase citolítica en els òrgans limfoides; al mateix temps es pot apreciar infiltració mononuclear als nervis. Posteriorment s'inicia la infecció productiva, en la que es produeix infiltració limfocitària perifèrica als fol·licles plomosos. A més a més, les cèl·lules de la dermis i fol·lícle plumós presenten cossos d'inclusió intranuclears. Els cossos d'inclusió estan compostos per virions complets; aquests virions són les partícules infectants que són alliberades a l'ambient en la capsa cutània o plomosa.
L'última fase de la infecció és de tipus transformant i consisteix en la presència d'alteracions neoplàsiques dels limfòcits T. Aquest tipus de cèl·lules es poden trobar a partir dels 21 dies Pi, però és més comú que siguin patents cap a la setena o vuitena setmana Pi. Les neoplàsies causades per aquest virus es caracteritzen per estar constituïdes principalment per limfòcits T pleomòrfics, limfòcits B, macròfags i cèl·lules plasmàtiques.
Per tant, la presència d'aus infectades contamina l'ambient i el virus restarà a les instal·lacions durant diverses setmanes o mesos.Durant les primeres setmanes de vida, el pollet està protegit pels anticossos materns, però al cap de poques setmanes comencen a aparèixer signes clínics de la malaltia. El pollet es pot infectar a partir del moment que surt de l'ou i aleshores començar a incubar el virus durant diverses setmanes, que poden ser entre 3 i 30. A partir d'aleshores començarà a mostrar els signes clínics de la malaltia.

#### Factors predisposants de l'hoste
- Edat i sexe: els pollets són més resistents al desenvolupament de lesions quan s'infecten a les 12 setmanes de vida o més. El mecanisme pel qual intervé l'edat com a factor encara no es coneix, però es pensa que possiblement hi ha una regressió de les lesions. Pel que fa al sexe, s'ha observat que les femelles generalment són més susceptibles a l'EM que els mascles però en l'actualitat encara no se sap la causa.
- Anticossos materns: les gallines transmeten als seus pollets a través de l'ou anticossos materns contra l'EM, que els protegeixen de forma parcial contra la infecció. En els pollets sense anticossos materns la infecció amb el VEM pot produir lesions degeneratives, especialment en la borsa de Fabrici, causant mortalitat primerenca.
- Constitució genètica: es coneix l'existència de línies resistents i línies susceptibles. La resistència contra l'EM és dominant, provenint d'un nombre de gens relativament baix.

#### Factors predisposants de l'ambient
- Estat de tensió: l'estat de tensió, per exemple, el tall de bec i moviment del pollastre afecta el desenvolupament d'EM. Es va trobar que algunes línies d'aus produïen una gran quantitat d'esteroides que les feia més susceptibles a l'EM.
- Alimentació: alguns ingredients presents en l'aliment poden influir en el desenvolupament de les lesions de l'EM. Un excés de vitamina A, a vegades, és responsable de lesions més greus, també es va demostrar que l'addició de penicil·lina pot influir en el desenvolupament de lesions, i per acabar, la presència d'aflatoxina BI constitueix un factor desencadenant de l'EM.[10]

### Distribució
Actualment, la malaltia de Marek té una localització mundial. Es manifesta de forma més intensa en els països amb gran dedicació a l'avicultura, ja que la densitat de gallines i pollastres d'aquests és més alta. Abans de l'existència de la vacuna, la mortalitat oscil·lava entre el 10 i el 30% i en algunes ocasions arribava fins al 60%.

### Lesions
Les lesions anatòmiques són principalment tumorals, els tumors afecten pràcticament a tots els òrgans i teixits modificant el seu aspecte, on es pot observar hipertròfia general o deformació, consistència, canvis en el color, etc.
Les variacions de la freqüència dels tumors en els diferents òrgans o teixits estan relacionades amb la virulència de la soca i la sensibilitat gènica de les aus. Els òrgans que queden afectats més freqüentment per tumors són els nervis perifèrics, el fetge, les gònades, els ronyons i la melsa.
Algunes lesions tumorals atrofien òrgans limfoides com són el timus i la bursa de Fabrici. Aquest últim experimenta una regressió amb l'activitat sexual i presenta una atròfia prematura que la transforma en una bossa buida.
Les lesions microscòpiques consisteixen en la invasió per part d'una població leucocitària en els teixits normals. Aquesta invasió comprimeix i rebutja les cèl·lules normals dels teixits. El teixit nerviós és el que més ha estat estudiat des d'un punt de vista histopatològic i s'hi han identificat dos processos: infiltrat limfoide pleomòrfic i desmielinització. A nivell de l'encèfal, l'infiltrat limfoide té una localització perivascular mentre que, a nivell dels nervis, Payne y Biggs van classificar de manera senzilla les lesions observades segons el seu grau: 
- Lesió de Tipus A. Es caracteritza per la infiltració massiva de limfoblasts i limfòcits petits i mitjans. La desmielinització és lleu i, en determinades ocasions, s'hi pot observar una proliferació de les cèl·lules se Shwann.
- Lesió de Tipus B. Caracteritzada per la separació de fibres nervioses a causa d'un edema. Hi ha un infiltrat moderat de limfoblasts i de limfòcits petits. També es produeix una desmielinització important i proliferació de les cèl·lules de Shwann.
- Lesió de tipus C. És la forma lleu de la lesió de tipus B.

Microscòpicament es poden observar lesions no neoplàsiques com ara cossos d'inclusió intracel·lulars eosinòfils a nivell de l'epidermis o diferents focus necròtics a l'epiteli glandular del proventricle o a la bossa de Fabrici, timus i melsa.

### Diagnòstic
El diagnòstic de camp es basa en el diagnòstic clínic, el diagnòstic a la necròpsia, el diagnòstic histopatològic i el diagnòstic diferencial.
- Diagnòstic clínic: El diagnòstic clínic fa referència a la detecció de signes de tipus nerviós. És fàcil quan s'observen un gran nombre de casos amb paràlisis, sobretot de les potes. Es pot observar coixeres unilaterals que s'agreugen ràpidament, aprimament de l'animal, etc. Resulta més fàcil de diagnosticar quan les aus es crien en el terra que quan estan en gàbies col·lectives. Quan la malaltia és aguda és molt més difícil el seu diagnòstic. La no especificitat de manifestacions i la velocitat d'agreujament fins a la mort impedeixen que es pugui fer un diagnòstic segur. Per això és clau diferenciar-la d'altres malalties que causen símptomes nerviosos.
- Diagnòstic per necròpsia: El diagnòstic per necròpsia i l'examen de les lesions són de màxima importància degut a les escasses manifestacions clíniques. En les formes ocular, neural i cutània, les lesions trobades ens indiquen sense dubte la presència de la Malaltia de Marek. En la forma visceral, consisteix en la investigació sistemàtica dels tumors que poden existir en els diferents òrgans o teixits. Degut a l'especificitat dels tumors en els nervis, s'hauran d'examinar tots els nervis accessibles. En aus sacrificades i desplomades, els tumors nodulars són característics d'una forma cutània que quasi sempre va associada a hipertròfia del fetge i la melsa. En els adults joves, les atròfies prematures dels lòbuls del timus i de la bursa de Fabrici són una bona confirmació dels aspectes tumorals, tot i que s'ha d'anar amb compte i no confondre aquests símptomes amb els de la leucosis limfoide.[12]
- Diagnòstic histopatològic: El diagnòstic histopatològic es basa a analitzar les lesions histopatològiques, que són bastant característiques de la malaltia. L'examen es realitza en talls d'òrgans afectats com la melsa, el fetge, els nervis, els ronyons i el cerebel. Aquestes mostres són conservades i enviades al laboratori en formalina bufferada al 10%.[13]
- Diagnòstic diferencial: El diagnòstic diferencial té per objectiu diferenciar la malaltia de Marek amb la leucosis limfoide, la malaltia de New Castle, el tremolor epidèrmic, l'encefalomàcia, la carència de riboflavina i els vapors d'amoníac.

### Quadre clínic
Els símptomes de la malaltia de Marek són variables en funció de la forma de presentació del procés patològic. Les formes de presentació poden ser quatre de diferents: neural, visceral, cutània i ocular.
Les aus afectades presenten depressió i paràlisis. Pot provocar la mort de les aus i en una necròpsia s'observa la presència de nòduls en diversos òrgans i un engruiximent dels nervis.
- Neural: afectació del nervi ciàtic, cosa que produeix un cert grau de paràlisis a les extremitats i que acaba derivant en un problema d'inanició, ja que els animals no es poden desplaçar fins als abeuradors i menjadores. Un signe característic derivat de l'afectació vírica del nervi ciàtic és que els animals presentin una pota dirigida cap endavant i l'altra cap endarrere. També es poden veure afectats altres nervis, aleshores s'observarà paràlisi de les ales i el coll. En el cas que es vegin afectats els nervis laringis, vague i intercostals l'animal presentarà signes respiratoris. Si els nervis afectats estan relacionats amb l'aparell digestiu observarem diarrea i dilatació del pap.

- Visceral: observació de grans lesions a nivell del fetge, la melsa, els ronyons i les gònades (testicles i ovaris). Sovint també s'observen lesions als pulmons, musculatura i cor. L'animal presenta debilitat, pèrdua de pes progressiva, anèmia i deshidratació.

- Cutània: la forma cutània té una manifestació clínica molt notòria, ja que provoca l'augment de la mida dels fol·licles pilosos degut a l'acumulació de Esquerra: ull de gallina sana. Dreta: ull de gallina afectat per la malaltia de Marek

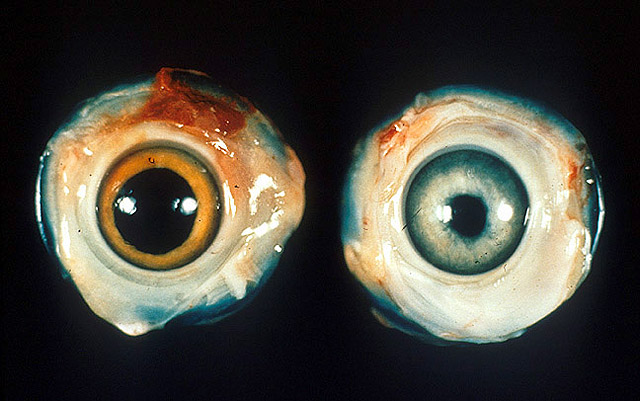
Esquerra: ull de gallina sana. Dreta: ull de gallina afectat per la malaltia de Marek

limfòcits T i presenta masses tumorals aïllades a diverses zones de la pell. També es pot iniciar un processos oncogènics a altes òrgans.
- Ocular: l'animal pot presentar ceguesa, falta de pigmentació en algunes zones de l'ull o l'iris de color gris degut a la infiltració de limfòcits T. A més a més, la forma de la pupil·la pot veure's afectada, mostrant un contorn irregular i difús i provocant que l'animal no acomodi correctament l'ull amb els canvis d'il·luminació, per tant, l'animal no respon als estímuls lluminosos.

Tot i ser força estrany, poden haver-hi animals que morin sense haver presentat cap símptoma característic de la malaltia.  

### Tractament i control
Actualment no es coneix cap tractament contra aquesta malaltia. Per tal de controlar l'aparició de la malaltia s'administren vacunes que s'apliquen per via subcutània o intraabdominal durant les primeres 24 hores de vida (abans que surtin de la planta d'incubació) en una dosi de 0,2mL. Aquesta vacuna protegirà les aus durant tota la vida.
Les vacunes es fabriquen a partir d'herpesvirus del paó, ja que aquest virus guarda relació antigènica amb el virus de la malaltia de Marek i és apatogen pel paó i per la gallina. També es poden fabricar vacunes a partir del mateix virus atenuat.
Les mesures de prevenció més efectives per evitar la propagació del virus a les explotacions són: desinfecció i neteja periòdica de les instal·lacions, control de la densitat d'aus i del sistema de ventilació, la nutrició i el descans sanitari de les instal·lacions.
Quan apareix la malaltia en una explotació avícola, el més recomanable és el sacrifici de totes les aus i la desinfecció de les instal·lacions.
Vacunes:
Existeixen diverses vacunes que s'apliquen per prevenir la malalatia de Marek i que han aparegut a conseqüència de l'aparició de soques més virulentes del virus:
- Vacunes amb el serotip 1 atenuat: l'atenuació de les soques del serotip 1 es produeixen a partir d'una sèrie de cultius cel·lulars. El nombre de cultius cel·lulars que es fan depèn de diversos factors, entre d'altres, depèn de la virulència inicial del virus, del tipus de cultiu cel·lular i del temps que transcorre entre una sèrie de cultius i una altra. Dins d'aquest serotip s'inclou la soca CVI988, que és la més utilitzada d'aquest grup. Tot i així, s'han detectat brots de malaltia en animals vacunats a partir d'aquest serotip, de manera que s'estan fent més investigacions.
- Vacunes amb el serotip 2: aquestes vacunes són utilitzades de forma comercial. La primera soca que es va utilitzar va ser la SB-1. Les vacunes del serotip 2 ofereixen poca protecció, però en combinació amb vacunes del serotip 3 protegeixen molt més.
- Vacunes amb el serotip 3: l'herpesvirus de paó (HVT) s'inclou dins d'aquest serotip. Les vacunes a partir del HVT són les més utilitzades, però degut a l'increment de la virulència del virus de la malaltia de Marek, només s'utilitzen per a la vacunació de broilers i per a l'elaboració de vacunes polivalents. Aquestes vacunes polivalents s'apliquen en gallines ponedores i reproductores.[9]

Malauradament la vacunació pot presentar una sèrie problemes que li fan perdre efectivitat. Per això, s'ha de tenir en compte els següents paràmetres:
1. Presència d'immunitat materna. La presència d'anticossos contra la malaltia de Marek o l'herpesvirus del gall d'indi (HTV) d'origen matern poden influir negativament en la resposta immunitària causada per la vacunació.
2. Administració d'antibiòtics durant el període de vacunació. Alguns antibiòtics poden modificar el títol de la vacuna.
3. Moment d'administració de la vacuna. S'han de vacunar als pollets abans que es produeixi el contacte efectiu amb l'herpesvirus 2 gallina. Per aquest motiu es recomana vacuna en la mateixa incubadora.
4. Temps d'exposició davant el virus després de la vacunació. Entre la vacunació i el contacte efectiu amb el virus de la malaltia de Marek ha de pasar suficient temps perquè l'animal hagi desenvolupat la resposta immunitària protectora. Si no és així, la vacunació pot no ser efectiva.
5. Soques altament virulentes de l'herpesvirus 2 gallina. La presència d'aquest tipus de soques en una granja pot reduir molt bruscament l'eficàcia de la vacunació i, en aquests casos, és molt important aplicar unes mesures sanitàries estrictes.

S'ha de dir que tant la forma d'aplicació de la vacuna com la dosi emprada venen determinades pel laboratori que la comercialitza. És per això que s'han de seguir al peu de la lletra per extreure el màxim rendiment en el procés de vacunació.